# Khoai mùng
Khoai sáp, còn gọi là khoai mùng (danh pháp hai phần: Xanthosoma sagittifolium) là loài thực vật có hoa thuộc chi Xanthosoma, được trồng lấy củ.

## Tại Việt Nam
Tại Việt Nam có nhiều giống khoai mùng với tên gọi khác nhau như mùng tía, môn lựu đạn, môn tí, môn tàu, khoai riềng quảng, khoai sọ, khoai sọ mèo...

## Canh tác
Các vật liệu trồng khoai mùng có thể là củ cái bé, mảnh củ được cắt ra từ củ cái, củ con hoặc mảnh cắt từ những củ con to, mặt củ 1–2 cm kèm đoạn dọc khoảng 10–20 cm.

## Sử dụng
- Củ cái và củ con của khoai mùng có thể được sử dụng làm thực phẩm dưới các dạng luộc, hấp, sấy hoặc rán hoặc làm bột dinh dưỡng.[5]
- Dọc của các giống khoai mùng tím có thể sử dụng như một loại rau nấu canh cá, canh chua và các món lẩu hoặc muối chua.[5]

## Hình ảnh

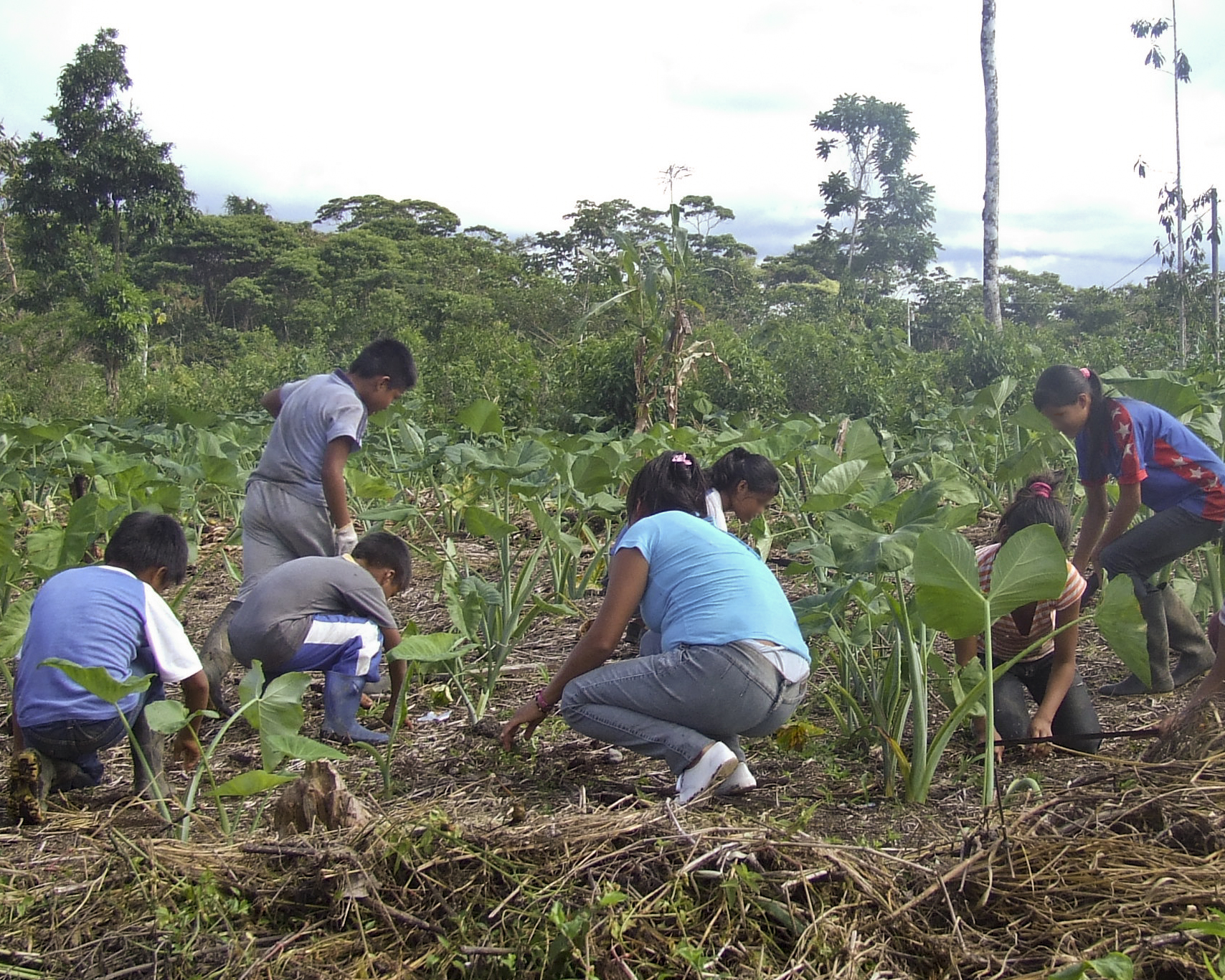
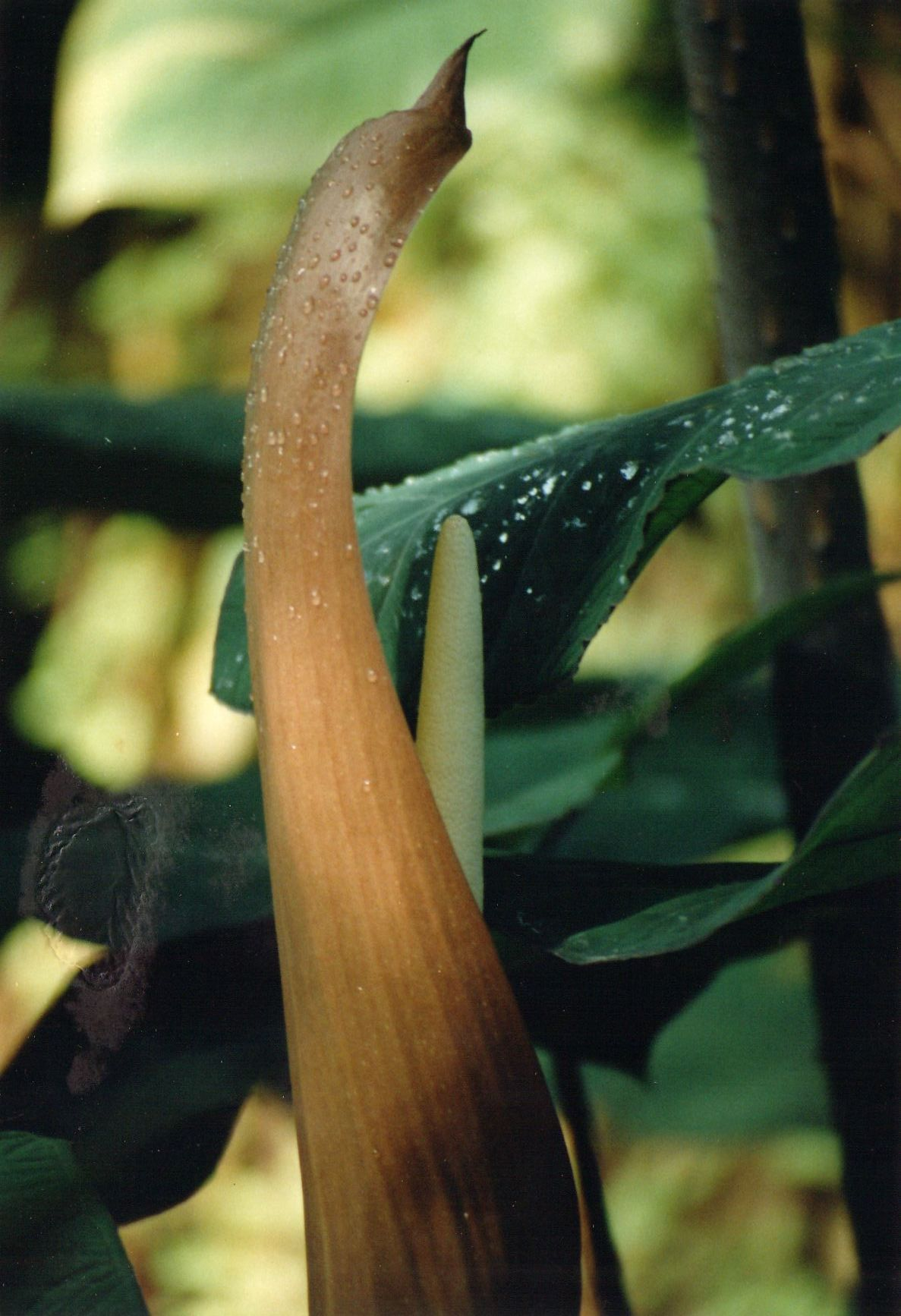
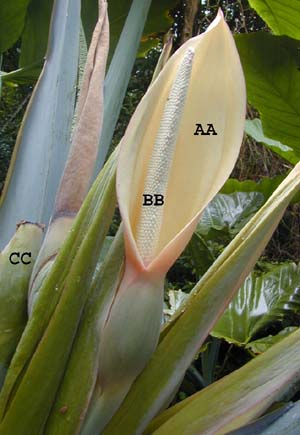
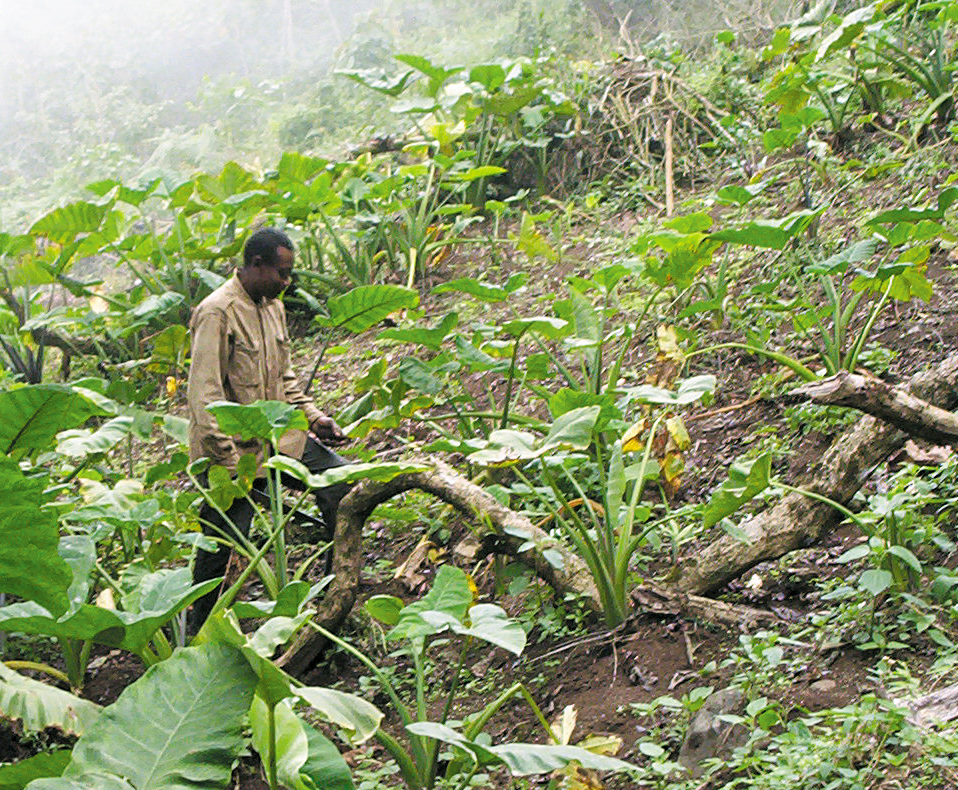